# Men of Valor
Men of Valor (abrégé MOV) est un jeu de tir à la première personne basé sur la guerre du Viêt Nam, développé par 2015, Inc. et publié par Vivendi Universal, sorti en 2004 sur Xbox et PC.

## Synopsis
Men of valor suit les aventures de Roland (ou Dean) Shepard et de son escouade de marines du 3e bataillon de la 3e division des marines à travers seize missions pendant la guerre du Viêt nam incluant une mission à la tête de l'offensive du Têt.

## Accueil
- Jeuxvideo.com : 11/20[1] (PC), 9/20[3] (Xbox)
- Gamekult : 4/10[2] (PC), 4/10[4] (Xbox)